# IC 2200
IC 2200 — галактика типу Sb/P () у сузір'ї Кіль.
Цей об'єкт міститься в оригінальній редакції індексного каталогу.